# Next Level (album)
Albums de Ayumi Hamasaki
GUILTY
(2008) Rock'n'Roll Circus
(2010)
Compilations par Ayumi Hamasaki
A COMPLETE 〜ALL SINGLES〜
(2008)
Singles
NEXT LEVEL est le dixième album original de Ayumi Hamasaki sorti sous le label avex trax, excluant ses mini-albums, compilations et albums de remix.

## Présentation
L'album sort le 25 mars 2009 au Japon sous le label avex trax, produit par Max Matsuura ; il sort un peu plus d'un an après le précédent album original, GUILTY de janvier 2008. Il atteint la 1e place du classement hebdomadaire de l'Oricon. Il se vend à 240 810 exemplaires la première semaine, et reste classé pendant trente semaines, pour un total de 379 989 exemplaires vendus durant cette période. L'album a été certifié double platine.
Il sort aussi en deux versions CD+DVD, avec des pochettes différentes et un DVD supplémentaire contenant les clips vidéo et making of de six des titres de l'album ; l'une des versions ne contient que le CD original et le DVD, tandis que l'autre version contient en plus un deuxième CD supplémentaire contenant seize titres enregistrés lors d'un concert récent : le « ayumi hamasaki PREMIUM COUNTDOWN LIVE 2008-2009 A ». C'est l'un des premiers albums au monde à sortir également en version clé USB en édition limitée, contenant sur deux gigaoctets les 14 titres de l'album au format MP3 et les six clips au format MP4, mais pas les making of ; la chanteuse explique : « La manière d'écouter la musique change au jour le jour ; j'ai regardé les choses avec la perspective de l'auditeur et ai décidé de la vendre de cette façon ».
L'album contient onze chansons, plus trois interludes musicaux (Disco-munication, Load of the SHUGYO, et Pieces of SEVEN). Quatre des chansons étaient déjà parues sur les deux singles double-face A sortis en 2008 : Days / GREEN (et GREEN / Days) et Rule / Sparkle. Deux des chansons inédites, NEXT LEVEL et Curtain call, servent de thèmes musicaux pour des campagnes publicitaires, et bénéficient aussi d'un clip vidéo figurant sur le DVD, comme les titres des singles. Le titre GREEN a été utilisé pour la publicité Panasonic Lumix FX 37, NEXT LEVEL pour la publicité Panasonic's Lumix FX 40, Sparkle pour une publicité pour Honda, Curtain call pour une publicité pour Music.jp, et Rule est le thème international du film Dragonball Evolution.

## Problèmes légaux
Le 21 mai 2009, il est révélé que la police métropolitaine de Tokyo étudie des problèmes causés par un événement promotionnel pour l'album tenu en avril. Ayumi Hamasaki a fait des apparitions surprises dans des magasins de Shibuya pour promouvoir son nouveau livre et l'album. L'événement débuta le 7 avril à la tour 109 de Shibuya, entrainant un attroupement de plusieurs milliers de personnes qui bloquèrent temporairement la circulation en suivant sa voiture dans sa tournée de magasins en magasins, entrainant des perturbations du trafic et des retards pour les autobus. Bien que les événements aient eu lieu dans des magasins non soumis à autorisation, la police a estimé que la portée de l'événement nécessitait une autorisation spéciale pour l'usage de la voie publique. Faute d'une telle permission, les autorités prévoient de faire entendre l'artiste et ses managers par le bureau de procureur.

## Liste des titres
Toutes les paroles sont écrites par Ayumi Hamasaki.
| 1.  | Bridge to the sky                 | Yuuta Nakano   | Yuta Nakano | 1:43 |
| 2.  | NEXT LEVEL                        | D.A.I.         | HΛL         | 4:30 |
| 3.  | Disco-munication (instrumental)   | CMJK           | CMJK        | 1:32 |
| 4.  | EnergizE                          | Yuuta Nakano   | CMJK        | 4:31 |
| 5.  | Sparkle                           | Kazuhiro Hara  | CMJK        | 4:30 |
| 6.  | rollin'                           | Yuuta Nakano   | CMJK        | 5:04 |
| 7.  | GREEN                             | Tetsuya Yukumi | tasuku      | 4:49 |
| 8.  | Load of the SHUGYO (instrumental) | CMJK           | CMJK        | 1:32 |
| 9.  | identity                          | Yuuta Nakano   | Yuta Nakano | 4:19 |
| 10. | Rule                              | Miki Watanabe  | HΛL         | 4:06 |
| 11. | LOVE 'n' HATE                     | Yuuta Nakano   | Yuta Nakano | 3:51 |
| 12. | Pieces of SEVEN (instrumental)    | HΛL            | HΛL         | 2:31 |
| 13. | Days                              | Kunio Tago     | HΛL         | 5:03 |
| 14. | Curtain call                      | Kazuhiro Hara  | Yuta Nakano | 3:44 |

| 1.  | Days (vidéo-clip)         | 5:20 |
| 2.  | GREEN (vidéo-clip)        | 5:32 |
| 3.  | Rule (vidéo-clip)         | 4:27 |
| 4.  | Sparkle (vidéo-clip)      | 4:44 |
| 5.  | NEXT LEVEL (vidéo-clip)   | 4:31 |
| 6.  | Curtain call (vidéo-clip) | 3:48 |
| 7.  | Days (Making of)          | 3:54 |
| 8.  | GREEN (Making of)         | 3:59 |
| 9.  | Rule (Making of)          | 3:17 |
| 10. | Sparkle (Making of)       | 3:29 |
| 11. | NEXT LEVEL (Making of)    | 4:37 |
| 12. | Curtain call (Making of)  | 3:12 |

| 1.  | GREEN              | 4:52 |
| 2.  | Will               | 6:29 |
| 3.  | End of the World   | 4:43 |
| 4.  | Heartplace         | 7:03 |
| 5.  | And Then           | 2:25 |
| 6.  | Naturally          | 3:31 |
| 7.  | POWDER SNOW        | 4:39 |
| 8.  | HOPE or PAIN       | 4:27 |
| 9.  | Over               | 5:10 |
| 10. | SCAR               | 7:01 |
| 11. | SIGNAL             | 2:25 |
| 12. | Hana               | 1:49 |
| 13. | too late           | 4:10 |
| 14. | everywhere nowhere | 3:40 |
| 15. | Days               | 5:05 |
| 16. | For My Dear...     | 4:41 |